# Franco Tavera
Franco Tavera är en ort i Mexiko.   Den ligger i kommunen Santa Cruz de Juventino Rosas och delstaten Guanajuato, i den centrala delen av landet, 230 km nordväst om huvudstaden Mexico City. Franco Tavera ligger 1 749 meter över havet och antalet invånare är 1 622.
Terrängen runt Franco Tavera är platt åt sydväst, men åt nordost är den kuperad. Runt Franco Tavera är det tätbefolkat, med 881 invånare per kvadratkilometer. Närmaste större samhälle är Celaya, 14,7 km sydost om Franco Tavera. Trakten runt Franco Tavera består till största delen av jordbruksmark.